# Julius Hermann Schultes
 Julius Hermann Schultes  ( Viena, 4 de febrero de 1804 - † 1 de septiembre de 1840, Múnich), fue un botánico y médico austriaco.

## Biografía
Estudió en la Universidad de Landshut donde obtendría su título de doctor en medicina, y ejerciendo en Viena.
 Julius Hermann Schultes  es el coautor del volumen 7 de la edición de Roemer & Schultes del Systema Vegetabilium junto con su padre Josef August Schultes.
Falleció prematuramente por tifus.

## Algunas publicaciones
- julius hermann Schultes. 1855. Beiträge zur nomenclatur der flora Japans, nebst correctionen und ergänzungen zu den Noms indigènes d'un choix des plantes du Japon et de la Chine. 9 pp.

- carl von Linné, johann jacob Römer, joseph august Schultes, julius hermann Schultes. 1827.  Mantissa … systematis vegetabilium Caroli a Linné …. 3 vols. 761 pp. en línea

- jean-baptiste Vitalis, julius hermann Schultes, johann gottfried Dingler, wilhelm heinrich von Kurrer. 1824. Grundriß der Färberei auf Wolle, Seide, Leinen, Hanf und Baumwolle: nebst einem Anhang über die Druckerkunst. Editor In der J.G. Cotta'schen Buchhandlung, 550 pp.

- La abreviatura «Schult.f.» se emplea para indicar a Julius Hermann Schultes como autoridad en la descripción y clasificación científica de los vegetales.[1]